# Тетрагональная сингония
Тетрагона́льная cингони́я — одна из семи cингоний в кристаллографии. Элементарная ячейка определяется тремя базовыми векторами; два из трёх базовых векторов имеют одинаковую длину, а третий отличается от них. Все три вектора перпендикулярны друг другу. Таким образом, форма ячейки определяется двумя параметрами: длинами базовых векторов a и c. Объём ячейки равен a2c.
В тетрагональной cингонии существует две решётки Браве: примитивная и объёмно-центрированная.
| Примитивная | Объёмно-центрированная |
| ----------- | ---------------------- |
| примитивная | объёмно-центрированная |

В нижеследующей таблице приведены международное обозначение и обозначение по Шёнфлиссу классов симметрии тетрагональной сингонии, а также примеры.
| Название                                         | Международное                                              | По Шёнфлиссу | Примеры                             |
| ------------------------------------------------ | ---------------------------------------------------------- | ------------ | ----------------------------------- |
| Примитивный (тетрагонально-пирамидальный)        | 4                                                          | C4           | Вульфенит                           |
| Центральный (тетрагонально-бипирамидальный)      | {\displaystyle {\frac {4}{m}}}                             | C4h          | Шеелит, скаполит, вульфенит         |
| Планальный (дитетрагонально-пирамидальный)       | {\displaystyle 4mm}                                        | C4v          | Титанат свинца                      |
| Аксиальный (тетрагонально-трапецоэдрический)     | 422                                                        | D4           | α-кристобалит                       |
| Планаксиальный (дитетрагонально-бипирамидальный) | {\displaystyle {\frac {4}{m}}{\frac {2}{m}}{\frac {2}{m}}} | D4h          | Рутил, циркон, везувиан, касситерит |
| Инверсионно-примитивный                          | {\displaystyle {\overline {4}}}                            | S4           | Тугтупит                            |
| Инверсионно-планальный                           | {\displaystyle {\overline {4}}2m}                          | C2d = Vd     | Халькопирит                         |